# Asthenes dorbignyi
Asthenes dorbignyi là một loài chim trong họ Furnariidae.